# (6355) Univermoscow
(6355) Univermoscow es un asteroide perteneciente al cinturón de asteroides, descubierto el 15 de octubre de 1969 por la astrónoma soviética Liudmila Chernyj desde el Observatorio Astrofísico de Crimea.

## Designación y nombre
Designado provisionalmente como 1969 TX5. Fue nombrado Univermoscow en homenaje a la Universidad Estatal de Moscú.